# Paleolítico en el Perú
Revolución agrícola: aumento progresivo de la producción gracias a la inversión de los propietarios en nuevas técnicas y sistemas de cultivo, además de la mejora del uso de fertilizantes
Etapa de la Prehistoria caracterizada por el uso de útiles de piedra (por oposicón a la Edad de los Metales, ya que, en el Paleolítico se usaban otras materias primas como utensilios: hueso, asta, madera, cuero, fibras vegetales...). Es el periodo más largo de la historia del ser humano (de hecho abarca un 99% de la misma), se extiende desde hace unos 2'5 millones de años (en África) hasta hace unos 10.000 años. Etimológicamente significa Piedra antigua (del griego, παλαιός, paleos=antiguo, y λίθος, lithos=piedra).
El Paleolítico se caracteriza, a grandes rasgos, por la utilización de herramientas de piedra tallada, de ahí su nombre (también hay herramientas de madera y de hueso, pero su conservación es peor). Tradicionalmente el Paleolítico se divide en tres periodos, el Paleolítico Inferior, el Paleolítico Medio y el Paleolítico Superior; a él se le añade un periodo terminal llamado Epipaleolítico (la etapa siguiente al Epipaleolítico y anterior al Neolítico es el Mesolítico).

## Teorías sobre la llegada del hombre a América
Una de las teorías sobre la llegada del hombre a América, es la del cruce por el "Puente de Beringia": los científicos afirman que el Puente de Beringia, en condiciones de ser transitado por hombres y animales, duró "un breve período geológico". La primera etapa, duró unos 4.000 años y la segunda etapa, unos 15.000 años. Es decir, se mantuvo el Puente de Beringia, en condiciones de tránsito, unos 19.000 años.
La ruta que siguieron los primeros humanos que cruzaron, pudo haber sido por los montes Chubots en Asia y el ingreso a América, pudo haber sido por la península de Seward. Entre ambos puntos extremos en Siberia y Alaska, no hay más de 75 km.
La llegada de los primeros humano a América, se habría producido hace alrededor de 35.000 años atrás.
Otras rutas de probables migraciones, fueron las siguientes:
- Península de Kamchatka (Siberia), islas Aleutianas (Pacífico), península de Alaska (Alaska). Procedencia: asiática. Habrían utilizado embarcaciones rudimentarias (teoría del antropólogo portugués A. Mendez Correia.
- Oceanía, Antártida, América del Sur. También debieron usar balsas (teoría del antropólogo francés Paul Rivet).
- Melanesia, Polinesia, América. Debieron usar balsas primitivas.

## La llegada de los primeros humanos a los Andes peruanos
Los primeros hombres llegaron a lo que hoy es el actual territorio del Perú, con las mismas características que sus antepasados que cruzaron el Puente de Beringia, seguramente con algunas herramientas, creencias religiosas y formando grupos o bandas; y, comienzan a asentarse en lo que hoy es el territorio del Perú; ya sea por el descubrimiento de la agricultura o la ganadería, o porque, como fue el caso de la costa peruana, en donde se vuelven semi sedentarios, debido a los ingentes recursos marinos que encontró en sus costas, listas para ser recolectadas.
Así, encontramos al humano más antiguo en el Perú, ubicado en la pascana de Paccaicasa, en la cueva de Piquimachay. Parece ser que la región andina comprendida entre la línea ecuatorial y los 20º de latitud sur, fueron la zona preferida de las bandas de recolectores, cazadores y pescadores, ocupando los pisos ecológicos Quechua, Suni, Puna, Yunga y Chala. Estos primeros pobladores se acostumbraron al Ande y crearon muchos siglos después, las primeras culturas andinas, y posiblemente una de las primeras, fue la del complejo de Piki en Ayacucho.
La ubicación geográfica del sitio referido, es el departamento de Ayacucho a 12 kilómetros al norte de la capital departamental. Los restos fueron ubicados en la cueva de Pikimachay a una altitud de 2.740 msnm, con una antigüedad probable de 17.500 años a.C., en el piso ecológico sierra Quechua.
Ahora bien, es innegable que esta primitiva sociedad al sentirse desamparada, ante la ferocidad de algunos animales, las inclementes condiciones climáticas y otras, adversas a su subsistencia, sintió la necesidad de protegerse y desarrollaron mecanismos de seguridad, mediante abrigos (cuevas) seguros y, armas desde luego. La necesidad de seguridad, ya era innato al hombre peruano. La organización social imperante, era la “comunidad primitiva”: vida, trabajo y subsistencia en común. Obligados por la escasa tecnología, estos primeros habitantes del Ande peruano hacían sus pocas actividades en forma conjunta con el resto de la banda y lo que obtenían, producto de ese esfuerzo, lo repartían en partes iguales, sin importar edad o sexo. En los momentos de la recolección, la banda era guiada por el hombre más experimentado, pero durante la cacería por el más hábil o por el más fuerte.
Existen otras evidencias tempranas de ocupación del Ande peruano en Jayhuamachay, Pachamachay y cerro Huargo, con una antigüedad de 13.500 años a.C.
En el año 1969, el norteamericano Thomas Lynch (Universidad de Cornell) descubre los vestigios culturales más importantes con una antigüedad promedio de 10.560 años a.C. (muestra GX 1859), en los andes norte, se la denominada cueva de "El Guitarrero" (Guitarrero cave), en la Cordillera Negra, en el Callejón de Huaylas, en la región Ancash, provincia de Yungay, a 6 kilómetros al sur de la ciudad de Yungay, en la orilla occidental del río Santa.
Corresponde a una cueva a una altitud de 2.580 msnm, en donde se han encontrado restos fósiles y que según su data, fue utilizada durante todos los siglos del nomadismo y de la época de los inicios de la agricultura por lo que a este lugar se le considera "uno de los grandes testimonios del origen de la agricultura en América"; pertenece al piso ecológico denominado Quechua.
En los estratos inferiores se han encontrado puntas de proyectiles y restos de cuchillos, según su descubridor, el arqueólogo Thomas Lynch, parece ser que fue la primera fábrica andina de instrumentos y armas.
En la costa peruana, cerca de Lima en Ancón, se encuentra Chivateros, cerca de la desembocadura del río Chillón que evidencia la presencia humana hacia el 8.500 años a.C.; y así podemos seguir enumerando sitios, en donde si bien no había aún el concepto de Estado y Nación, pero qué duda cabe, el humano peruano, sin saberlo quizá, iniciaba su camino lento pero inexorable hacia ello y hacia la civilización, la más grande de América: la Inca.
Así tenemos, Lauricocha, en Huánuco, conjunto entre los 3.950 msnm, es decir, región Suni y los 4.500 msnm, región Puna. Ahí se encontró raspadores y lascas, huesos fosilizados de camélidos y cérvidos (taruga o taruca), raíces y tubérculos, proyectiles de puntas foliáceas en forma de sauce o laurel, tumbas, la mayoría de niños, figuras de animales, representación de danzas ceremoniales, etc., con una antigüedad de 8.000 a. C., con comprobación científica irrefutable. Es interesante analizar Lauricocha: se nota una organización del trabajo, ya una cierta organización espacial. La movilidad de la banda se hacía entre la cueva refugio y los refugios estratégicos de caza y recolección. Denota ya a esa temprana época, una organización de la seguridad y defensa de la banda u horda y de sus sitios semi temporales de refugio.
Ya en Lauricocha, debieron haber tenido una organización más avanzada a la de las bandas y debieron manejarse otros parámetros, como la obediencia a los jefes, respeto a los primeros “especialistas”, y, defensa colectiva de su círculo de supervivencia y de sus cuevas–refugio.
Otras antiguas huellas del Ande peruano, son Tres Ventanas, Guitarrero II, Puente Jayhua, Toquepala, Pachamachay, Caris (Tacna), Santo Domingo de Paracas.
En la etapa de los cazadores superiores, se inicia la explosión cultural del hombre andino peruano y se inicia con las pinturas rupestres, que eran pintadas en las paredes de las cuevas y en algunas piedras ceremoniales.
No hay duda, que el dominio del fuego, trajo consigo más seguridad y sociabilidad a los hombres de aquella época. Al amparo de la seguridad de las llamas que los protegían de las fieras, a la vez que daba calor al hogar, los hombres, mujeres y niños, podían prolongar su jornada, una vez que había anochecido. Es innegable que alrededor de esa llama que daba seguridad y luz al anochecer, se reunían los grupos de las bandas para fabricar sus armas, cocer sus alimentos y lo más importante, comenzaron a desarrollar una existencia tendiente a la solidaridad y al espíritu de familia. Esas horas de convivencia al calor del fuego, debió estimular a usar cada vez más la expresión verbal.
Y así llegamos a la revolución agrícola en el Ande peruano. Desde los orígenes de la humanidad, hasta el siglo XXI, la humanidad ha pasado innumerables acontecimientos, pero son dos los que la han marcado, por el significado que tuvieron: uno de ellos es la revolución agrícola y el otro, la revolución industrial. La revolución agrícola, se efectuó en todo el mundo, entre los 10.000 a. C. y los 5.000 a. C. La revolución agrícola se da en América y el resto del mundo casi en forma simultánea y autónoma.
La revolución agrícola, se da en el actual territorio del Perú, entre los 6.000 años a.C. y los 2.500 años a.C. y convirtió al nómada en sedentario, al cazador en pastor, al recolector en agricultor. Las cavernas dieron paso a las viviendas con la finalidad de cuidar el huerto y el ganado. Se produce la división del trabajo. Se rompe la unidad grupal, al darse cuenta el hombre que para criar sus animales y sembrar, no necesita del grupo y mira a su entorno, que son su mujer y sus hijos, toma conciencia del concepto de familia y la protege. Se llega a este estado desde la etapa de “recolectores y cazadores superiores”, etapa en donde el hombre toma conciencia de la “caza y recolección selectiva”, es decir, solo recoge los frutos maduros y deja los “verdes”; caza los animales adultos y encierra y cría a los cachorros.
En la revolución agrícola, parece ser que domesticaron primero la calabaza, los pallares, el frijol, la quinua, las papas, el algodón y el maíz, en ese orden cronológico, en las plantas; y el cuy, la llama y la alpaca, fueron domesticados entre los animales, mientras que la vicuña y el guanaco, fueron objeto de caza selectiva.
Evidentemente, la “sociedad primitiva”, entra en crisis y toma bríos la “comunidad aldeana”, en donde el núcleo básico es la familia; los vínculos, son ahora de parentesco.
Lógico que esta división no se dio de la noche a la mañana; aún en plena revolución agrícola, la sociedad se dividió: unos continuaron con la pesca, caza y recolección, mientras que otros se dedicaban a la agricultura y ganadería.
Hasta que se llega a una nueva sociedad andina, basada en la agricultura y el apego a la pachamama (madre tierra en quechua). En un medio de topografía variada, el antiguo hombre peruano tuvo que usar al máximo su ingenio, para crear las condiciones de siembra y de vida sedentaria. La ingeniería hidráulica, toma entonces una importancia vital y es así que comienza su desarrollo en esta etapa. Se inició también la tarea de ampliar la frontera agrícola con los andenes, denominados camellones o “waru waru”.
Así llegamos al Estado–Nación; parece ser que el primer asentamiento en territorio peruano estuvo ubicado en Chilca, cerca de Lima, al norte de la provincia de Cañete. Son casas de juncos y troncos de forma cónica y muy rudimentarias muy cercanas entre sí y de las chacras de frijol y calabaza. Parece ser que esta aldea fue organizada en el 5.500 años a.C y abandonada en 2.300 años a.C.

### La salud entre los primeros peruanos
El hecho de convertirse en seres humanos representaba una notable ventaja para nuestros antepasados prehistóricos. Mientras que los animales perdían hasta un 80% de su descendencia, los seres humanos eran capaces de criar hasta un 70% a 80% de sus hijos. Además, ocasionalmente los seres humanos eran capaces de sobrevivir hasta más allá de su edad de capacidad reproductiva, hecho inusual en el mundo animal, y este prolongamiento de vida, evidenciaba una mejor adaptación del ser humano. Probablemente nuestros antepasados sufrían menos enfermedades que nosotros que vivimos en una sociedad moderna; sin embargo, los cazadores recolectores primitivos eran propensos a sufrir ciertas enfermedades crónicas, causadas por organismos que pueden sobrevivir dentro del organismo humano que eran transmitidas mediante el estornudo, el aliento o los alimentos infectados.
Posiblemente, una de las enfermedades más comunes que sufrían nuestros antepasados estarían relacionadas con el tracto intestinal. Parece ser que gran parte de las infecciones por consumo de carne de animales infectados, pudieron a la larga haber hecho inmune en cierto modo, al hombre prehistórico. Sin embargo, otras infecciones accidentales, que solo ocasionalmente se presentaban en el ser humano, habrían tenido efectos devastadores. El doctor Fernando Prada Alonso, al respecto de la salud en la prehistoria, dice:

Partiendo de esta evidencia no parece probable que hayan existido otras enfermedades desconocidas que hubiesen podido afectar a estas poblaciones primitivas. Sin embargo, otras enfermedades que hoy en día son relativamente benignas, pudieron haber sido extremadamente virulentas en otros tiempos.
Doctor Fernando Prada Alonso#GGC11C

El promedio de vida de los hombres era de 35 años y el de las mujeres de 30 años. Esta diferencia de cinco años no se debía solo a los embarazos y a los peligros del parto, sino a las condiciones mismas de vida que llevaban las mujeres, en el levantamiento de campamentos, cocina, etc..
Con referencia a la corta esperanza de vida, no se tiene en cuenta las enfermedades endémicas, solo las duras condiciones del nomadismo, el clima, las luchas y peleas. En Egipto por ejemplo, a un lado del Nilo, se descubrió fosas en donde por las evidencias arqueológicas, se pudo determinar que casi la mitad de la población murió por graves traumatismos, es decir de forma violenta.
Durante el neolítico (8.000 a. C.), cuando se estaba en la transición al sedentarismo por la revolución agrícola, la estatura del individuo, se fue modificando; el motivo puede ser la dieta alimenticia, pero también existe la posibilidad de nuevas enfermedades endémicas que hubieran tenido impacto, especialmente aquellas que causan anemias como la malaria y la anquilostomiasis. También fue aquí donde se encontró la primera evidencia de talasemia, una adaptación hereditaria de los glóbulos rojos de la sangre, que actúa contra la malaria.
La población prehistórica, creía que el dolor, era debido a factores externos, no solo debido a las heridas sino debido a los espíritus malignos. En tales casos, se llamaba a brujos y chamanes para aliviarlos.
La trepanación, una de las pocas prácticas prehistóricas de las que se tiene evidencia arqueológica, se realizaba practicando un pequeño agujero en el cráneo, con una especie de broca de carpintero con mango. Ésta se practicaba en casos de dolor de cabeza, epilepsia y algunas enfermedades mentales: esta práctica fue común en todo el mundo. Los que lograban sobrevivir a la trepanación, cubrían sus heridas con trozos de calabaza, piedra, conchas de moluscos, e incluso, con plata y oro. El médico de la Sanidad Naval de la Marina de Guerra del Perú capitán de navío SN(MC) Arístides Herrera Palacios, médico y marino de profesión y asesor del presente título, decía que:

(...) en Europa los restos de la trepanación lo usaban como amuleto. La práctica de la trepanación, se hizo común hasta bien entrada la Edad Media.
Capitán de navío SN(MC) Arístides Herrera Palacios#GGC11C